# Betty Bumpers
Betty Bumpers, alla nascita Betty Lou Flanagan (Contea di Prairie, 11 gennaio 1925 – Little Rock, 23 novembre 2018), è stata una docente, attivista e politica statunitense, sostenitrice delle vaccinazioni infantili e attivista per la pace nel mondo. Ha ricoperto il ruolo di First Lady dell'Arkansas dal 1971 al 1975. Insieme a Rosalynn Carter ha condotto una campagna di successo per garantire che tutti i bambini americani che frequentano le scuole fossero immunizzati. Bumpers era la moglie di Dale Bumpers, che è stato governatore dell'Arkansas dal 1971 al 1975 e Senatore degli Stati Uniti dal 1975 al 1999.

## Primi anni di vita
Betty Bumpers nacque nella comunità di Grand Prairie, nella Contea di Franklin, in Arkansas, figlia del venditore e banditore d'aste Herman Edward "Babe" Flanagan e di sua moglie, l'ex insegnante Ola Callans. Crebbe nella Contea di Franklin, ad eccezione di un periodo durante la Seconda Guerra Mondiale in cui la sua famiglia visse a Fort Smith e nello stato dell'Iowa.
Dopo aver studiato presso l'Accademia di Belle Arti di Chicago e l'Università Statale dell'Iowa, insegnò nella scuola elementare. Nel 1949 sposò Dale Bumpers, un compagno di scuola che all'epoca frequentava la facoltà di giurisprudenza presso la Northwestern University. Dopo che il marito ebbe terminato la facoltà di giurisprudenza, la coppia si stabilì a Charleston, in Arkansas, dove Dale Bumpers esercitava la professione di avvocato e Betty lavorava come insegnante di scuola elementare. Ebbero tre figli.

## Promozione dell'immunizzazione infantile
Nel 1970 Dale Bumpers fu eletto governatore e dopo il suo insediamento nel 1971 divenne la First Lady dello Stato. In questo ruolo decise di concentrarsi sul benessere dei bambini e delle famiglie.
Rispondendo al fatto che l'Arkansas aveva uno dei tassi di immunizzazione infantile più bassi degli Stati Uniti, avviò una campagna a livello statale per immunizzare tutti i bambini dello Stato contro le malattie infantili. Il suo programma Every Child by '74, coinvolgeva l'impegno cooperativo del governo statale, delle organizzazioni professionali di medici e infermieri, della Arkansas National Guard, del servizio di divulgazione dell'Università dell'Arkansas, delle organizzazioni religiose e di altri volontari. Si trattò di una campagna di grande successo, con la somministrazione di vaccinazioni a oltre 350.000 bambini in un solo sabato, al suo apice. Grazie al programma lo Stato raggiunse uno dei tassi di immunizzazione infantile più alti di tutti gli Stati Uniti. Il programma dell'Arkansas è stato adottato dai Centri statunitensi per il controllo e la prevenzione delle malattie come modello da utilizzare a livello nazionale.
Dale Bumpers entrò nel Senato degli Stati Uniti nel 1975 e la coppia si trasferì a Washington. Due anni dopo, quando Jimmy Carter arrivò a Washington come nuovo Presidente, Betty Bumpers cercò il suo sostegno per un programma di vaccinazione infantile a livello nazionale e si avvalse dell'assistenza della First Lady Rosalynn Carter. Dopo aver scoperto che solo un piccolo numero di Stati richiedeva che i bambini fossero immunizzati prima di entrare a scuola, le due donne unirono le forze e intrapresero una campagna per convincere ogni Stato della necessità di adottare questa misura. Dopo soli due anni di lavoro di sensibilizzazione incentrato sui singoli governi statali, raggiunsero l'obiettivo di far sì che tutti i 50 Stati americani richiedessero l'immunizzazione per l'ingresso a scuola.
Un'epidemia di morbillo nel 1989-1991, che uccise più di duecento bambini, portò a una nuova collaborazione tra la Bumpers e Carter. Preoccupati che i bambini in età prescolare fossero vulnerabili alle malattie prevenibili, perché non venivano immunizzati nei tempi previsti, fondarono l'organizzazione Every Child By Two (Ogni bambino entro i due anni), con l'obiettivo di assicurare le vaccinazioni a tutti i bambini americani entro i due anni di età. La Bumpers dichiarò che gli sforzi del gruppo per creare programmi di sensibilizzazione e registri di immunizzazione in ogni Stato hanno contribuito a raggiungere un tasso di immunizzazione del 90 percento per i bambini dalla nascita ai due anni nel 2012.

## Contatti per la pace

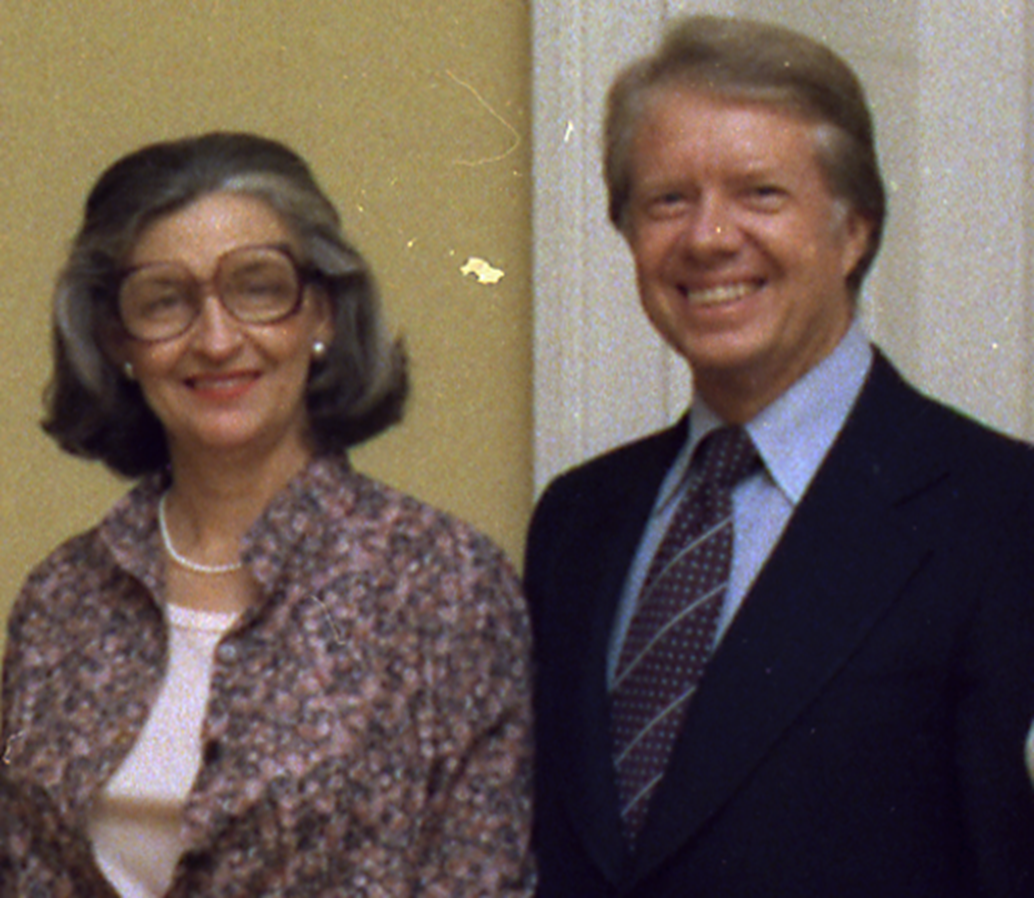
Betty Bumpers con il Presidente Jimmy Carter alla Casa Bianca

Una conversazione del 1981 con la figlia Brooke, studentessa universitaria, ha ispirato la Bumpers a diventare un'attivista per la pace, concentrandosi sulla fine della corsa alle armi nucleari. Mentre stavano guidando insieme verso Washington, attraversarono il fiume Clinch, che porta il nome del Clinch River Breeder Reactor Project, e Brooke chiese a sua madre cosa avrebbe fatto la famiglia in caso di guerra nucleare o in seguito a un disastro nucleare. La risposta scanzonata di Bumpers: “Beh, tesoro, credo che torneremmo in Arkansas” non ha messo a tacere la figlia, che ha risposto: “Non essere così stupida, mamma”, e ha chiesto cosa sarebbe successo se l'Arkansas fosse stato distrutto. La consapevolezza che sua figlia considerava la guerra nucleare una minaccia reale per il suo futuro l'ha motivata a iniziare una campagna per la pace.
Dopo averne discusso con le colleghe del Senato e con altre donne che la pensavano come lei a Washington, la Bumpers ha deciso di lavorare per coinvolgere le donne americane nella campagna per il congelamento delle armi nucleari, basandosi sulla sua precedente esperienza di attivismo volontario di base. Nel 1982 ha fondato l'organizzazione Peace Links a Little Rock. Peace Links ha lavorato con gruppi femminili consolidati, come i club di giardinaggio, le associazioni di genitori e insegnanti e le organizzazioni ecclesiastiche, per educare le donne sulle conseguenze della corsa agli armamenti nucleari e per coinvolgerle nella campagna per la pace nel mondo. In breve tempo Peace Links si espanse oltre l'Arkansas e arrivò a contare circa 30.000 membri in tutti gli Stati Uniti. Ha operato come organizzazione nazionale per quasi 20 anni, sciogliendosi nel 2001 dopo la fine della Guerra Fredda.

## Anni successivi

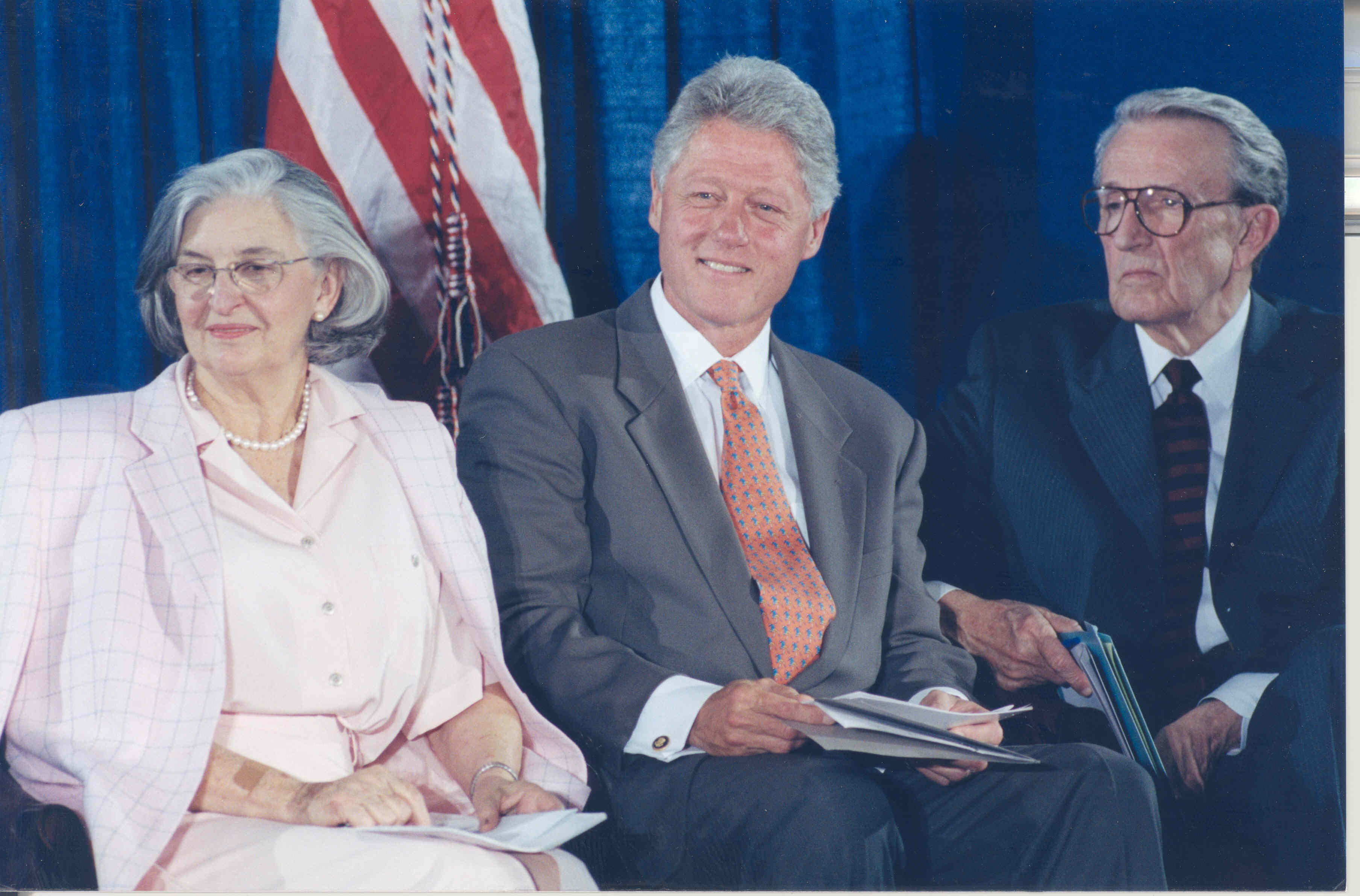
Betty Bumpers, Bill Clinton e Dale Bumpers nel 1999

Negli ultimi anni i Bumper hanno vissuto a Little Rock, Arkansas. Lei e Rosalynn Carter hanno continuato ad essere impegnate nella gestione di Every Child By Two anche negli ultimi anni. Suo marito di 66 anni, Dale Bumpers, è morto a causa di complicazioni del morbo di Alzheimer nel gennaio 2016.
Il 23 novembre 2018 la Bumpers è morta a causa delle complicazioni della demenza e di un'anca rotta a Little Rock, all'età di 93 anni.

## Premi e riconoscimenti
Il National Institutes of Health Vaccine Research Center è stato intitolato a Betty e Dale Bumpers in riconoscimento dei loro sforzi per promuovere le vaccinazioni infantili e la ricerca sui vaccini.
Tra i premi conseguiti dalla Bumpers ci sono:
- 1985 - Premio Donna di Coscienza del Consiglio Nazionale delle Donne degli Stati Uniti[14]
- 1986 - Il primo Premio Wilton per la Pace della Chiesa Unitaria Universalista.[14]
- 1987 - Premio Cittadino d'Onore, presentato congiuntamente dal Governatore dell'Arkansas, dall'Ufficio del Volontariato dell'Arkansas e da KARK-TV,[17][18]
- 1989 - Premio Peacemakers dalla National Peace Institute Foundation[14]
- 1992 - Premio umanitario per infermieri pediatrici[18]
- 1993 - Medaglione del Chirurgo Generale, conferito dal Chirurgo generale degli Stati Uniti. Antonia C. Novello[18]
- 1997 - Premio Isaac K. Beckes della Lega Nazionale per l'Assistenza Infermieristica,[19] conferito per il servizio reso alla Lega da un non infermiere di levatura nazionale[18]
- 1998 - Premio Campione del Rotary International per l'Eradicazione della Polio[18]
- 2000 - Premio Champion of Prevention dei Centri per il Controllo e la Prevenzione delle Malattie[18]
- 2001 - Premio umanitario internazionale della Fondazione Epatite[18]
- 2005 - Inserimento nella National Women's Hall of Fame.[20]
- 2012 - Premio Billie Ann Myers Paragon del Dipartimento dei Servizi Umani dell'Arkansas, Divisione del Servizio alla Comunità e del Supporto al no-profit[8]

Nel 1994 Peace Links le ha conferito uno speciale Peace Links Founders Award. Nel 1995 lei e suo marito hanno condiviso il Maxwell Finland Award della National Foundation for Infectious Diseases; nel 1998 hanno condiviso il March of Dimes Citizen of the Year Award, in riconoscimento del loro impegno per la salute dei bambini e l'eradicazione della polio. La coppia è stata anche beneficiaria del Premio Eccellenza nel Servizio Pubblico dell'Accademia Americana di Pediatria.
La Bumpers ha conseguito lauree honoris causa dall'Hendrix College di Conway, Arkansas; dall'Università dell'Arkansas a Little Rock e dall'Università del Massachusetts.